# Kraftwerk Birsfelden
Kraftwerk Birsfelden är ett vattenkraftverk i Schweiz.   Det ligger i distriktet Arlesheim och kantonen Basel-Landschaft, i den norra delen av landet, 70 km norr om huvudstaden Bern. Kraftwerk Birsfelden ligger 247 meter över havet.
Terrängen runt Kraftwerk Birsfelden är kuperad österut, men västerut är den platt. Runt Kraftwerk Birsfelden är det mycket tätbefolkat, med 1 632 invånare per kvadratkilometer.. Närmaste större samhälle är Basel, 4,0 km väster om Kraftwerk Birsfelden.
Runt Kraftwerk Birsfelden är det i huvudsak tätbebyggt.